# DuelJewel
DuelJewel a fost o formație de Visual kei formată în anul 1997.

## Istorie
Trupa a fost formată în anul 1997 de Hayato,și a venit din nou din anul 1999. Trupa a lansat primul album în anul 2001. Ei au cântat la A-Kon în Dallas în 2002, care a fost primul concert al DuelJewel. Trupa a revenit în Japonia, în luna mai a anului 2007. Trupa a cântat la JRock Revolution în Los Angeles, în anul 2010 DuelJewel a semnat cu Maru Music și Gan-Shin.

## Membri
- Hayato-voce
- Shun-chitară
- Yuya-chitară
- Val-baterie
- Natsuki-chitară bas